# Kolonie Jasykowo
Die Kolonie Jasykowo war eine russlandmennonitische Kolonie in der heutigen Oblast Saporischschja.
Die Jasykowo Kolone grenzte im Norden unmittelbar an die Kolonie Chortitza und war die erste Tochterkolonie nach den russischen Landreformen von 1866. Die Kolonie Chortitza kaufte 1868 für 240.000 Rubel 753 Desjatinen Land, 1872 wurde weiteres Land gekauft. Die Kolonie gedieh rasch. Während des Russischen Bürgerkriegs sprachen sich im Amtsbezirk Nikolaipol die Führer der beiden Gemeinden der Kirchen- und Brüdermennoniten als auch namhafte Vertreter der Öffentlichkeit gegen die Gründung von Selbstschutzeinheiten aus, da ein solcher Schritt nicht nur in eklatantem Widerspruch zu ihrer Glaubenslehre stand, sondern die Mennoniten auch in einen offenen Krieg gegen die revolutionär gesinnten ukrainischen Bauern gezogen hätte. Angesichts des Anmarsches der Roten Armee sprachen sich Vertreter der Kolonien für die Anerkennung der Sowjetmacht aus. Jedoch wurden später 82 Bewohner von Eichenfeld in einer einzigen Nacht von Truppen des Machno ermordet. Die Überlebenden gründeten das Dorf Neu-Eichenfeld.
| Nr. | ursprünglicher Name      | heutiger Name       | ukrainisch       | Gründung  |
| --- | ------------------------ | ------------------- | ---------------- | --------- |
| 1   | Nikolaifeld              | Mykolaj-Pole        | Миколай-Пільська | 1869      |
| 2   | Franzfeld / Warwarowka   | Mykolaj-Pole        | Миколай-Пільська | 1869      |
| 3   | Adelsheim                | Dolyniwka           | Долинівка        | 1869      |
| 4   | Eichenfeld               | Nowopetriwka        | Новопетрівка     | 1869      |
| 5   | Hochfeld / Morosowo      | Morosiwka           | Морозівка        | 1872      |
|     | Petersdorf / Nadeshdowka | Tscherwonyj Jar     | Червоний Яр      | nach 1873 |
|     | Reinfeld / Jalenowka     | nicht mehr existent |                  | nach 1873 |
|     | Paulsheim / Pawlowlka    | nicht mehr existent |                  | nach 1873 |